# Stenocephalemys zimai
Stenocephalemys zimai — вид гризунів родини мишевих (Muridae). Ареал: Ефіопія.

## Морфологічна характеристика
Це гризун середнього розміру з довжиною голови й тулуба від 136 до 170 мм, довжиною хвоста від 105 до 148 мм, довжиною лап від 24,5 до 30 мм і довжиною вух від 19,7 до 29,7 мм. Спинні частини змінюються від коричнево-сірих до червонувато-сірих, тоді як черевні частини змінюються від білувато-сірих до жовтувато-сірих, з сірими основами волосся. Вуса чорнуваті. Лінія поділу з боків чітка. Задня частина ніг білувата. Вуха чорнуваті. Хвіст трохи коротший за голову й тулуб, чорнуватий зверху і білуватий знизу.

## Поведінка
Це наземний і нічний вид.

## Середовище проживання
Цей вид широко розповсюджений на високогір'ях центральної та північної Ефіопії. Мешкає на луках на висоті від 3600 до 4000 метрів над рівнем моря.